# Дечја песма Евровизије 2021.
Дечја песма Евровизије 2021. била је 19. издање годишњег Дечјег такмичења за песму Евровизије, у организацији Француске телевизије и Европске радиодифузне уније (ЕРУ). Такмичење је одржано 19. децембра 2021. у Ла Сена музикал у Паризу, у Француској, након победе земље на Дечјој песми Евровизије 2020. са песмом „J'imaginе“, коју је извела Валентина. Ово је био први пут да је такмичење одржано у Француској, као и први догађај Евровизије који је одржан у земљи од Младих плесача Евровизије 1999. у Лиону и први који је одржан у Паризу од Младих плесача Евровизије 1989. године.
На такмичењу је учествовало 19 земаља, а Албанија, Јерменија, Ирска, Италија, Северна Македонија и Португал вратиле су се након одсуства са претходног издања. Азербејџан се вратио после две, а Бугарска после четири године одсуства. По први пут у 19 издања, Белорусија није учествовала, пошто је емитер ове земље под суспензијом из ЕРУ-а, чиме је Холандија постала једина земља која учествује сваке године од почетка такмичења 2003. године.
Малена из Јерменије је победила са песмом Qami Qami. Ово је била друга победа Јерменије на такмичењу, после њихове победе на Дечјој песми Евровизије 2010. Пољска, домаћин Француска, Грузија и Азербејџан, којем је ово био најбољи резултат, су биле остале државе у првих 5. Португал је завршио као једанаести, њихов најбољи резултат. Холандија је завршила задња, њихово прво задње место. Ирска и Шпанија су такође оствариле своје најгоре резултате икад. Шпанија је први пут завршила изван првих 5.

## Локација
Дана 9. децембра 2020. објављено је да ће се такмичење одржати у Француској 2021. Такмичење је одржано у Паризу у Ла Сени музикал, концертној дворани са 6000 седишта која се налази на речном острву Сегуин. Такмичење је одржано 19. децембра, што је најкаснији датум за такмичење икада. Последњи пут кад је такмичење одржано у децембру је било 2012.

### Конкурс за домаћинство
За разлику од Евровизије за одрасле, земља победница првобитно није добијала аутоматска права да буде домаћин следећег такмичења. Међутим, за такмичења од 2011. године (са изузетком 2012. и 2018.), земља победница је добила право првог одбијања да буде домаћин следећег такмичења. Италија је искористила ову клаузулу 2015. да одбије да буде домаћин такмичења након победе 2014. године. Дана 15. октобра 2017. године, ЕРУ је најавио повратак на првобитни систем 2018. године, како би помогао емитерима да имају више времена за припрему, и како би осигурао наставак такмичења у будућности.
Дана 9. децембра 2020, ЕРУ је потврдио да ће Француска, пошто је победила на Дечјој песми Евровизије 2020, бити домаћин такмичења 2021. Шефица француске делегације Александра Ред-Амијел раније је изјавила да Француска телевизија жели да буде домаћин такмичења. Шпански емитер Шпанска телевизија (TVE) такође је изразио интересовање да буде домаћин такмичења ако би победили на такмичењу 2020.
Дана 20. маја 2021. године, током конференције за штампу коју су одржали Француска телевизија и ЕРУ, потврђено је да ће такмичење бити одржано у Паризу. Ово је било други пут заредом да се такмичење одржава у неком главном граду.

## Продукција

### Утицај пандемије ковида-19
Као одговор на пандемију ковида-19, организатори су предузели неколико мера, посебно због ширења омикрон варијанте. Иако је шоу одржан уживо у пуној арени и публиком са маскама, наступ за жири, који је одржан 18. децембра, одржан је без публике. Церемонија отварања, која је одржана 13. децембра, одржана је без присуства делегација.
Припремајући се за догађај, ЕРУ је разматрао три сценарија по којима би такмичење могло да се одржи, а који су најављени 24. августа. Три сценарија укључују:
- Догађај се одржава без ограничења, као и пре почетка пандемије ковида-19 (сценарио А).
- Догађај се одржава уз мере социјалне дистанце (сценарио Б). Песма Евровизије 2021. одржана је по овом сценарију.
- Предвиђена је опција за извођаче да се такмиче са својим музичким спотом ако нису у могућности да путују у Париз (сценарио Ц), или да се такмиче са снимком пробе ако не могу да се такмиче у уживо финалу (ово је опција коју је Исланд користио на такмичењу за Песму Евровизије 2021).[15]

## Земље учеснице
2. септембра 2021. објављено је да ће наступити 19 земаља на такмичењу 2021. године. Бугарска ће наступити на такмичењу по први пут после 2016. године, Азербејџан ће наступити по први пут после 2018. године, док се Албанија, Ирска, Италија, Јерменија, Португал и Северна Македонија враћају након паузе 2020. године. Белорусија се повукла са такмичења након што је њихов емитер избачен из чланства ЕРУ.

## Финале
| Р. бр. | Држава                 | Представник                       | Песма                                                 | Пласман | Поени |
| ------ | ---------------------- | --------------------------------- | ----------------------------------------------------- | ------- | ----- |
| 01     | Немачка KiKa           | Паулин                            | "Imagine Us" (Замисли нас)                            | 17      | 61    |
| 02     | Грузија GPB            | Нико Каџаја                       | "Let's Count The Smiles" (Хајде да пребројимо осмехе) | 4       | 163   |
| 03     | Пољска TVP             | Сара Џејмс                        | "Somebody" (Неко)                                     | 2       | 218   |
| 04     | Малта PBS              | Ајк и Каја                        | "My Home" (Мој дом)                                   | 12      | 97    |
| 05     | Италија RAI            | Елизабета Лица                    | "Specchio (Mirror on the Wall)" (Огледало на зиду)    | 10      | 107   |
| 06     | Бугарска BNT           | Денислава и Мартин                | "Voice of Love" (Глас љубави)                         | 16      | 77    |
| 07     | Русија RTR             | Тања Меженцева                    | "Mon ami" (Мој пријатељ)                              | 7       | 124   |
| 08     | Ирска TG4              | Мају Леви Лаулор                  | "Saor" (Нестати)                                      | 18      | 44    |
| 09     | Јерменија AMPTV        | Малена                            | "Qami Qami" (Ветар ветар)                             | 1       | 224   |
| 10     | Казахстан Khabar       | Алинур Хамзин и Бекнур Жанибекули | "Ertegı älemı (Fairy World)" (Свет чаролије)          | 8       | 121   |
| 11     | Албанија RTSH          | Ана Ђебреа                        | "Stand By You" (Уз тебе)                              | 14      | 84    |
| 12     | Украјина NTU           | Олена Усенко                      | "Vazhil" (Полуга)                                     | 6       | 125   |
| 13     | Француска FRTV         | Ензо                              | "Tic Tac" (Тик так)                                   | 3       | 187   |
| 14     | Азербејџан iTV         | Сона Азизова                      | "One Of Those Days" (Jедан од оних дана)              | 5       | 151   |
| 15     | Холандија AVROTROS     | Ајана                             | "Mata Sugu Aō Ne" (Видимо се ускоро)                  | 19      | 43    |
| 16     | Шпанија TVE            | Леви Дијаз                        | "Reír" (Осмех)                                        | 15      | 77    |
| 17     | Србија RTS             | Јована Радоњић и Дуња Живковић    | "Очи детета"                                          | 13      | 86    |
| 18     | Северна Македонија MRT | Дајте музика                      | "Green Forces" (Зелене силе)                          | 9       | 114   |
| 19     | Португал RTP           | Симао Оливеира                    | "O Rapaz" (Дечак)                                     | 11      | 101   |

## Гласање
| Засебни гласови публике и жирија | Засебни гласови публике и жирија | Засебни гласови публике и жирија | Засебни гласови публике и жирија | Засебни гласови публике и жирија | Засебни гласови публике и жирија | Засебни гласови публике и жирија |
| П                                | Комбиновано                      | Комбиновано                      | Онлајн                           | Онлајн                           | Жири                             | Жири                             |
| П                                | Држава                           | Поени                            | Држава                           | Поени                            | Држава                           | Поени                            |
| -------------------------------- | -------------------------------- | -------------------------------- | -------------------------------- | -------------------------------- | -------------------------------- | -------------------------------- |
| 1.                               | Јерменија                        | 224                              | Јерменија                        | 109                              | Француска                        | 120                              |
| 2.                               | Пољска                           | 218                              | Пољска                           | 102                              | Пољска                           | 116                              |
| 3.                               | Француска                        | 187                              | Португал                         | 92                               | Јерменија                        | 115                              |
| 4.                               | Грузија                          | 163                              | Француска                        | 67                               | Азербејџан                       | 109                              |
| 5.                               | Азербејџан                       | 151                              | Украјина                         | 63                               | Грузија                          | 104                              |
| 6.                               | Украјина                         | 125                              | Србија                           | 62                               | Русија                           | 74                               |
| 7.                               | Русија                           | 124                              | Грузија и Сев. Македонија        | 59                               | Казахстан                        | 64                               |
| 8.                               | Казахстан                        | 121                              | Грузија и Сев. Македонија        | 59                               | Украјина                         | 62                               |
| 9.                               | Севeрна Македонија               | 114                              | Казахстан                        | 57                               | Италија                          | 60                               |
| 10.                              | Италија                          | 107                              | Русија и Малта                   | 50                               | Сев. Македонија                  | 55                               |
| 11.                              | Португал                         | 101                              | Русија и Малта                   | 50                               | Малта                            | 47                               |
| 12.                              | Малта                            | 97                               | Италија и Шпанија                | 47                               | Албанија                         | 45                               |
| 13.                              | Србија                           | 86                               | Италија и Шпанија                | 47                               | Бугарска                         | 39                               |
| 14.                              | Албанија                         | 84                               | Немачка                          | 46                               | Шпанија                          | 30                               |
| 15.                              | Шпанија                          | 77                               | Азербејџан                       | 42                               | Србија                           | 24                               |
| 16.                              | Бугарска                         | 77                               | Албанија и Ирска                 | 39                               | Немачка                          | 15                               |
| 17.                              | Немачка                          | 61                               | Албанија и Ирска                 | 39                               | Холандија                        | 9                                |
| 18.                              | Ирска                            | 44                               | Бугарска                         | 38                               | Португал                         | 9                                |
| 19.                              | Холандија                        | 43                               | Холандија                        | 34                               | Ирска                            | 5                                |

|          |                    | Резултати (гласови стручног жирија) |         |        |       |         |          |        |                 |           |           |          |          |           |            |           |         |        |                    |             |    |    |
| Поени    | ОГ                 | Њемачка                             | Грузија | Пољска | Малта | Италија | Бугарска | Русија | Република Ирска | Јерменија | Казахстан | Албанија | Украјина | Француска | Азербејџан | Холандија | Шпанија | Србија | Северна Македонија | Португалија |    |    |
| Учесници | Немачка            | 61                                  | 46      |        |       |         |          |        |                 |           | 4         |          | 4        |           |            |           |         |        |                    | 5           |    | 2  |
| Учесници | Грузија            | 163                                 | 59      |        |       |         | 12       | 7      | 5               | 3         |           | 12       | 8        | 2         | 6          | 12        | 7       | 5      | 2                  | 10          | 8  | 5  |
| Учесници | Пољска             | 218                                 | 102     | 12     | 4     |         | 10       | 8      | 6               | 1         | 12        | 1        | 5        | 4         | 10         | 2         | 3       | 10     | 8                  | 7           | 5  | 8  |
| Учесници | Малта              | 97                                  | 50      | 6      | 8     | 2       |          | 2      |                 | 2         |           | 3        | 3        |           | 8          |           | 4       |        | 1                  |             | 4  | 4  |
| Учесници | Италија            | 107                                 | 47      |        | 6     | 5       | 6        |        | 8               |           | 8         |          |          | 10        |            | 6         | 1       | 6      | 4                  |             |    |    |
| Учесници | Бугарска           | 77                                  | 38      |        | 3     |         | 3        | 10     |                 | 5         | 3         |          |          | 3         |            |           | 5       |        |                    |             | 1  | 6  |
| Учесници | Русија             | 124                                 | 50      | 5      |       | 4       | 1        |        | 3               |           |           | 7        | 12       | 7         |            | 1         | 12      | 3      | 3                  | 4           | 12 |    |
| Учесници | Ирска              | 44                                  | 39      |        |       |         |          | 5      |                 |           |           |          |          |           |            |           |         |        |                    |             |    |    |
| Учесници | Јерменија          | 224                                 | 109     | 10     | 5     | 12      | 5        |        | 2               | 6         | 7         |          | 6        | 6         | 7          | 10        |         | 7      | 10                 | 8           | 2  | 12 |
| Учесници | Казахстан          | 121                                 | 57      | 3      | 1     | 7       | 7        | 1      | 1               | 12        |           | 4        |          |           | 4          | 7         | 8       |        | 6                  | 2           |    | 1  |
| Учесници | Албанија           | 84                                  | 39      | 4      |       | 1       |          |        |                 | 7         | 6         | 8        |          |           |            | 8         |         | 1      |                    |             | 10 |    |
| Учесници | Украјина           | 125                                 | 63      | 7      |       | 8       |          |        | 12              |           | 10        | 2        |          |           |            | 3         | 6       | 2      | 12                 |             |    |    |
| Учесници | Француска          | 187                                 | 67      | 8      | 12    | 6       | 8        | 3      | 10              | 4         |           | 10       | 7        | 8         |            |           |         | 12     | 7                  | 12          | 6  | 7  |
| Учесници | Азербејџан         | 151                                 | 42      | 2      | 10    | 10      | 2        | 12     | 7               | 10        | 1         |          | 10       | 1         | 12         |           |         | 8      | 5                  | 6           | 3  | 10 |
| Учесници | Холандија          | 43                                  | 34      |        |       |         |          | 4      |                 |           |           |          | 1        |           | 3          |           |         |        |                    | 1           |    |    |
| Учесници | Шпанија            | 77                                  | 47      | 1      |       | 3       |          |        |                 |           |           | 6        | 2        | 5         |            | 4         | 2       | 4      |                    |             |    | 3  |
| Учесници | Србија             | 86                                  | 62      |        | 7     |         |          | 6      |                 |           | 2         |          |          |           | 2          |           |         |        |                    |             | 7  |    |
| Учесници | Северна Македонија | 114                                 | 59      |        | 2     |         |          |        |                 | 8         | 5         | 5        |          | 12        | 5          | 5         | 10      |        |                    | 3           |    |    |
| Учесници | Португал           | 101                                 | 92      |        |       |         | 4        |        | 4               |           |           |          |          |           | 1          |           |         |        |                    |             |    |    |

## Остале земље
Земље које су одустале од учешћа:
- Аустралија
- Белгија
- Велс
- Грчка
- Данска
- Израел
- Кипар
- Летонија
- Литванија
- Молдавија
- Норвешка
- Румунија
- Сан Марино
- Словенија
- Уједињено Краљевство
- Хрватска
- Црна Гора
- Швајцарска
- Шведска

- Белорусија је избачена из ЕРУ, и као таква не може да се такмичи.

## Фусноте
1. 1 2  У случају изједначеног резултата, држава која је имала бољи резултат у телегласању има бољи пласман.